# Gísli Pálsson
Gísli Pálsson (* 1949 auf den Westmänner-Inseln, Island) ist ein isländischer Autor und Hochschullehrer.

## Leben
Gisli wurde auf den Westmann-Inseln südlich von Island geboren und wuchs dort auf. Er ist heute (2012) Professor für Ethnologie an der Universität von Island in Reykjavík. Er ist Autor bzw. Ko-Autor von mehr als einem Dutzend Büchern, die sich mit ethnologischen Themen und Forschungsreisenden, so zum Beispiel mit Vilhjálmur Stefánsson befassen.
Gisli ist Mitglied des Royal Anthropological Institute of Great Britain and Ireland in London.

## Ehrungen und Preise
- 2000 Rosenstiel Award in Oceanographic Science der Rosenstiel School of Marine and Atmospheric Science an der University of Miami, Miami, Florida, USA.

## Schriften
- 2016: The man who stole himself. The slave odyssey of Hans Jonathan. University of Chicago Press, Chicago/London, ISBN 978-0-226-31328-3.

- 2013: mit Tim Ingold als Herausgeber: Biosocial Becomings. Integrating Social und Biological Anthropology. Cambridge University Press, New York City, ISBN 978-1-107-02563-9.
- 2007: Anthropology and the New Genetics. Cambridge University Press, Cambridge/New York 2007, ISBN 978-0-521-85572-3.
- 2005: Travelling Passions: The Hidden Life of Vilhjálmur Stefánsson. translated by Keneva Kunz. University of Manitoba Press, Winnipeg, Manitoba, Canada, ISBN 0-88755-179-3.
- 2001: Writing on Ice: The Ethnographic Notebooks of V. Stefánsson. University Press of New England, Lebanon, New Hampshire, USA, ISBN 1-58465-119-9.
- 1996: mit Philippe Descola (Hrsg.): Nature and Society: Anthropological Perspectives. Routledge, London/New York 1996, ISBN 0-415-13215-0.
- 1995: The Textual Life of Savants: Ethnography, Iceland, and the Linguistic Turn.
- 1992: als Herausgeber: From Sagas to Society: Comparative Approaches to Early Iceland. Hisarlik Press, Enfield Lock, Middlesex, ISBN 1-874312-02-8.
- 1991: Coastal Economies, Cultural Accounts: Human Ecology and Icelandic Discourse. Manchester University Press, Manchester/New York City, ISBN 0-7190-3543-0.
- 1990: als Herausgeber: From Water to World-Making: African Models on Arid Lands. Scandinavian Institute of African Studies (heute: Nordiska Afrikainstitutet), Uppsala.
- 1989: mit E. Paul Durrenberger: The Anthropology of Iceland. University of Iowa Press, Iowa City, ISBN 0-87745-234-2.
- 1987: Sjambúð manns og sjávor. Svart ó hvítu, Reykjavík 1987.